# Famara
Famara es un macizo montañoso y la playa situada a sus pies en la isla de Lanzarote, Canarias, España.

## Localización
Está situado al norte de la isla, comprendido en los municipios de Teguise y Haría con una longitud de 23 km y es de origen volcánico. El punto más alto del macizo y de toda la isla es las Peñas del Chache, con 671 m de altitud. Por la vertiente oeste forma un acantilado sobre la playa de Famara y el Océano Atlántico. Más al norte está el Mirador del Río, obra del artista César Manrique, donde se puede contemplar la Isla de La Graciosa y el Archipiélago Chinijo.
Los Riscos de Famara albergan una Zona de Especial Protección para las Aves.
En los altos de Famara se encuentra la Ermita de Nuestra Señora de las Nieves, la histórica patrona de la isla de Lanzarote.

## Playa
Como Famara se conoce también a la playa situada a los pies del macizo y que constituye el límite septentrional de El Jable, zona arenosa que se adentra hasta el centro de Lanzarote.
El predominio de vientos alisios en la costa hace que las temperaturas sean más moderadas que en otras áreas de la isla, y ha favorecido la práctica de deportes acuáticos como el surf.
En el extremo sur de la playa se asienta la localidad de Caleta de Famara, con una población de 1073 habitantes.

## Fauna
En sus cercanías está el yacimiento de Valle Grande, donde se han encontrado huevos de especies de aves que no podían volar, no encontrándose explicación para el hecho hasta la fecha.